# Брейдентон-Біч (Флорида)
Брейдентон-Біч (англ. Bradenton Beach) — місто (англ. city) в США, в окрузі Манаті штату Флорида. Населення — 908 осіб (2020).

## Географія
Брейдентон-Біч розташований за координатами 27°27′33″ пн. ш. 82°41′45″ зх. д. / 27.45917° пн. ш. 82.69583° зх. д. (27.459135, -82.695779).  За даними Бюро перепису населення США в 2010 році місто мало площу 3,08 км², з яких 1,34 км² — суходіл та 1,74 км² — водойми.

## Демографія
Згідно з переписом 2010 року, у місті мешкала 1171 особа в 643 домогосподарствах у складі 332 родин. Густота населення становила 380 осіб/км².  Було 1859 помешкань (604/км²).
Расовий склад населення:
| - 95,8 % — білих - 1,5 % — чорних або афроамериканців - 0,9 % — азіатів - 0,5 % — корінних американців |

До двох чи більше рас належало 1,4 %. Частка іспаномовних становила 2,7 % від усіх жителів.
За віковим діапазоном населення розподілялося таким чином: 9,9 % — особи молодші 18 років, 53,1 % — особи у віці 18—64 років, 37,0 % — особи у віці 65 років та старші. Медіана віку мешканця становила 58,8 року. На 100 осіб жіночої статі у місті припадало 98,5 чоловіків;  на 100 жінок у віці від 18 років та старших — 97,2 чоловіків також старших 18 років.
Середній дохід на одне домашнє господарство  становив 52 391 долар США (медіана — 34 429), а середній дохід на одну сім'ю — 75 173 долари (медіана — 53 056). Медіана доходів становила 45 000 доларів для чоловіків та 31 786 доларів для жінок. За межею бідності перебувало 13,1 % осіб, у тому числі 19,5 % дітей у віці до 18 років та 8,1 % осіб у віці 65 років та старших.
Цивільне працевлаштоване населення становило 364 особи. Основні галузі зайнятості: мистецтво, розваги та відпочинок — 30,2 %, роздрібна торгівля — 12,4 %, науковці, спеціалісти, менеджери — 12,4 %.